# FC Eibergen
FC Eibergen is een Nederlandse amateurvoetbalclub uit Eibergen in Gelderland, ontstaan in 2006 uit een fusie van SSSE (Sport Staalt Spieren Eibergen) en Sportclub Eibergen. Het eerste elftal speelt in de Vierde klasse zondag (seizoen 2020/21). Tot en met seizoen 2012/13 had FC Eibergen ook een standaardelftal op zaterdag dat uitkwam in de Derde klasse.
De fusieclub telt ruim 1000 leden en bestaat uit 12 seniorenteams (waarvan 1 dames), 14 juniorenteams (waarvan 2 meiden en 4 gemengd) en 25 pupillenteams (waarvan 1 meiden en 4 gemengd). Er is ook een zaalvoetbalafdeling met 4 teams.
FC Eibergen speelt op sportpark De Bijenkamp waar het de beschikking heeft over 3 natuurgrasvelden en 2,5 kunstgrasvelden. De zaalvoetbalafdeling maakt gebruik van sporthal De Pickerhal in het centrum van Eibergen.

## Competitieresultaten 2007–2013 (zaterdag)
| 3 3D |

| 3 3D |

| 5 3D |

| 5 3D |

| 3 3D |

| 9 3D |

| 9 3D |

| Derde klasse |

### Resultaten SSSE 1952–2006 (zaterdag)
| 7 4B |

| 9 4B |

|  |

| 4 4A |

| 8 4A |

| 6 4A |

| 6 4A |

| 5 4C |

| 9 4C |

| 9 4C |

| 7 4C |

| 10 4C |

|  |

|  |

|  |

| 10 4C |

| 7 4C |

| 8 4C |

| 8 4C |

| 8 4C |

| 7 4C |

| 5 4C |

| 4 4C |

| 10 4B |

| 8 4C |

| 7 4C |

| 11 4B |

|  |

|  |

| 2 4C |

| 2 4C |

| 2 4C |

| 4 4C |

| 1 4C |

| 7 3B |

| 12 3B |

| 8 4C |

| 9 4C |

| 10 4D |

| 3 4D |

| 5 4D |

| 9 4B |

| 5 4B |

| 6 4B |

| 5 4B |

| 3 3D |

| 4 3D |

| 2 3D |

| 9 3D |

| 5 3D |

| 10 3D |

| 13 3D |

| 2 4E |

| 1 4E |

| 10 3D |

| Derde klasse | Vierde klasse |

## Competitieresultaten 2007–2018 (zondag)
| 3 4C |

| 1 4C |

| 7 3C |

| 12 3C |

| 4 4C |

| 1 4C |

| 4 3C |

| 10 3C |

| 10 3C |

| 13 3C |

| 3 4C |

| 8 4C |

| - 4B |

| Derde klasse | Vierde klasse |

### Resultaten SC Eibergen 1972–2006 (zondag)
| 5 4C |

| 4 4C |

| 1 4C |

| 2 3C |

| 1 3A |

| 11 2B |

| 7 3C |

| 6 3C |

| 12 3C |

| 4 4C |

| 5 4C |

| 9 4C |

| 4 4C |

| 4 4C |

| 5 4C |

| 10 4C |

| 10 4C |

| 7 4C |

| 12 4C |

|  |

|  |

|  |

| 12 4C |

|  |

|  |

| 7 4C |

| 2 4C |

| 9 3C |

| 10 3C |

| 6 4C |

| 7 4C |

| 1 4C |

| 7 3C |

| 8 3C |

| 11 3C |

| Tweede klasse | Derde klasse | Vierde klasse |

In elke staaf van de grafiek staat van boven naar beneden vermeld: 
- Eindnotering

Dit is de positie die de club heeft bereikt in de competitie, zonder eventuele beslissings-, play-off- of nacompetitiewedstrijden die nodig zijn geweest om bijvoorbeeld de kampioen van de competitie te bepalen.
Indien een * achter het getal staat is de notering een tussenstand en kan het zijn dat de notering niet overeenkomt met de uiteindelijke eindstand van de competitie.
Staat er een - dan is het seizoen nog bezig en is er geen definitieve uitslag bekend.
Staat er xx op de positie van de notering, dan heeft de club vroegtijdig de competitie verlaten. Dit kan onder andere komen door terugtrekking van het team, faillissement van de club of door een uitgedeelde straf van de KNVB. In veel gevallen staat elders in het artikel de reden vermeld.
Staat er een ? dan is het resultaat uit het verleden onbekend, en is alleen de competitie of het niveau bekend van dat seizoen.
In de seizoenen 2019/20 en 2020/21 werd wegens de coronacrisis het amateurvoetbal afgebroken. Daardoor kennen deze staven geen eindklassering (middels -- weergegeven).
- Competitieniveau en afdelingsletter of Officiële eindstand Eredivisie
  - Competitieniveau en afdelingsletter

Hierbij geeft het getal het niveau weer, dat ook terug te vinden is in de legenda. De letter is de afdelingsaanduiding en wordt gebruikt wanneer er meer afdelingen zijn op hetzelfde niveau. De afdelingsletter is altijd een hoofdletter en wordt meestal zonder nummer gebruikt.
Voorbeeld: 2F is niveau 2e klasse competitie F.
Het competitieniveau en nummer wordt niet vermeld wanneer er slechts één competitie van dit niveau was.
  - Officiële eindstand Eredivisie (getal staat tussen haakjes vermeld)

Sinds de introductie van play-offwedstrijden voor Europees voetbal na afloop van de reguliere competitie in 2005/06, is de KNVB verplicht een eindstand van de Eredivisie door te geven aan de UEFA aan de hand van deze play-offwedstrijden.
Bij deze eindstand staan clubs die zich hebben gekwalificeerd voor Europees voetbal hoger dan clubs die zich niet wisten te kwalificeren. Indien er geen verschil was tussen de eindnotering en de officiële eindstand, staat dit getal niet vermeld.

- Onderafdeling

Hier staat afgekort de naam van de onderafdeling indien de club in dat jaar in een onderafdeling uitkwam. Tevens staat deze afkorting in de legenda en wordt gelinkt naar het artikel over deze onderafdeling. Deze afkorting wordt alleen vermeld wanneer de club in het verleden in verschillende onderafdelingen heeft gespeeld. Deze vermelding is in de staaf altijd in kleine letters. Deze onderafdelingen zijn na het seizoen 1995/96 afgeschaft. Heeft de club in slechts één onderafdeling gespeeld, dan is dit alleen terug te vinden in de legenda.
Onder de staaf staat het jaartal vermeld waarin het seizoen is afgesloten. 15 verwijst naar het seizoen 2014/15 of eventueel het seizoen 1914/15.
Wanneer een staaf leeg is, zijn deze gegevens niet bekend. Het kan ook zijn dat de club dat seizoen niet heeft meegespeeld op het hogere amateurniveau, vroegtijdig de competitie heeft verlaten of uit de competitie is gezet.

In het seizoen 1944/45 was er wegens de Tweede Wereldoorlog geen regulier competitievoetbal.

## Sportpark De Bijenkamp
Sportpark De Bijenkamp is sinds 1974 in gebruik door FC Eibergen en haar voorgangers. Voor de fusie hadden beide clubs een eigen clubgebouw en eigen velden. SSSE beschikte over 4 velden en Sportclub Eibergen over 5 wedstrijdvelden en 1 trainingsveld. Op de wielerbaan bevond zich daarnaast nog 1 veld dat beide clubs konden gebruiken bij een tekort aan velden.
Na de fusie ging FC Eibergen gebruik maken van de kantine en bestuursruimten in het clubgebouw van Sportclub Eibergen. Ook werd het hoofdveld van die club gebruikt als hoofdveld, doordat hier een overdekte tribune langs stond. Doordat het clubgebouw van Sportclub Eibergen een tekort aan kleedruimten had, werden de kleedruimten uit het gebouw van SSSE nog wel gebruikt.
Omdat deze situatie onhandig was en het complex verouderd raakte, werd het complex gedurende het seizoen 2014-2015 verbouwd. Tijdens de verbouwing is de kantine in het oude SSSE-gebouw verbouwd tot extra kleedruimten. Naast dit gebouw werd een nieuw clubgebouw met kantine en bestuursruimten gebouwd. Het aantal velden werd terug gebracht van 11 tot 5,5, waarvan 2,5 werden voorzien van kunstgras. De tribune langs het oude hoofdveld van Sportclub Eibergen werd gesloopt en langs het nieuwe hoofdveld werd een nieuwe tribune gebouwd.
In april 2016 was De Bijenkamp samen met sportpark De Bijenkorf (HVV Tubantia, Hengelo) gastheer van een kwalificatieronde (eliteronde 3) voor het EK onder 19 voor vrouwen. Het Nederlands vrouwenteam onder 19 speelde alleen de laatste speelronde in Eibergen. Voor 1.253 toeschouwers behaalde Nederland het hoofdtoernooi van het EK door met 1-1 gelijk te spelen.

### Interlands
| Datum         | Wedstrijden           | Uitslag | Competitie                    |
| ------------- | --------------------- | ------- | ----------------------------- |
| 5 april 2016  | Finland – Wit-Rusland | 2 – 1   | Eliteronde EK-19 voor vrouwen |
| 7 april 2016  | Finland – Tsjechië    | 1 – 2   | Eliteronde EK-19 voor vrouwen |
| 10 april 2016 | Nederland – Finland   | 1 – 1   | Eliteronde EK-19 voor vrouwen |